# カテリーナ・トドロヴィチ
カテリーナ・トドロヴィチ（Katerina Todorović, 1877年 - 1974年）はルーマニア領南ベッサラビア (South Bessarabia) 出身のピアニスト、音楽教師。1909年から1940年まで日本で活動した。白系ロシア人と見なされることがあるが、来日したのは1917年のロシア革命の8年前であり、来日の理由についても革命との関係は指摘されていない。

## 経歴
現在ではウクライナ領オデッサ州に属するキリーヤで、ロシア人の父とルーマニア人の母との間に生まれる。子孫のマイケル・トリップによるとカテリーナ・トドロヴィチの父ヤコブと母リフカはともにユダヤ系であった。旧姓はシュレジンガー（シレジンゲル）。生地のキリーヤを含むルーマニア領南ベッサラビアは、1856年のパリ条約によりロシア帝国ベッサラビア県からモルダヴィア公国に割譲された地域であり、1859年に成立したルーマニア公国を経て、1878年7月13日に批准されたベルリン条約により再びロシア帝国領となりベッサラビア県に再編入された。オデッサでピアノを学んだのち、ウィーン楽友協会音楽院でローベルト・フィッシュホフにピアノを師事し、1900年に音楽院を卒業した。
ユダヤ人ヨセフ・コーガンと結婚して1902年に息子ヤコブをもうけたのち離婚。2人の連れ子を持つセルビア人の物理・数学教師ドゥシャン・トドロヴィチと再婚した。1907年に一家は沿海州のハバロフスクに移住し、夫ドゥシャンは同地のプリアムール税務局で官吏となった。同年12月に息子ヴィクトルが生まれる。ドゥシャンが東京外国語学校のロシア語教師として採用されると、一家は1909年4月に東京に移住した。来日してまもなくカテリーナは演奏活動を開始している。教え子にクロイツァー豊子、西園寺春子、井上園子、寺西昭子らがおり、そのほかにも前田利為侯爵の長女・酒井美意子、木戸幸一侯爵の娘ら華族や宮家の令嬢がピアノの指導を受けた。
夫ドゥシャンが呼びかけ人の一人となった塞国救難会（鍋島榮子を会長とする、第一次世界大戦の戦場となったセルビア王国を救援するためにセルビア赤十字社の要請で1915年に設立された募金団体）の賛助者となり、第一次世界大戦終結後にセルビア王国政府からカテリーナは聖サヴァ五等勲章を、ドゥシャンは白鷲五等勲章を与えられ、1919年2月10日に日本赤十字社による授与式が行われた。1934年10月に東京で開催された第15回赤十字国際会議ではドゥシャンがユーゴスラビア王国代表として出席した。
演奏会ではヨハン・ゼバスティアン・バッハ作曲カール・タウジヒ編曲『トッカータとフーガ ニ短調 BWV 565』、アントニ・コンツキ作曲『ライオンの目覚め、英雄的奇想曲 Op. 115』、アナトーリ・リャードフ作曲『舟歌 Op. 44』のほか、フレデリック・ショパン、フランツ・リスト、ピョートル・チャイコフスキー、セルゲイ・ラフマニノフなどのピアノ曲を弾いている。
ヤドヴィガ・ザレスカ＝マズロフスカとの共演では2台のピアノでアントン・ルビンシテイン作曲『ピアノ協奏曲（番号不明）』と『トレパーク Op. 82 No. 6』、チャイコフスキー作曲『ピアノ協奏曲（番号不明）』、アントン・アレンスキー作曲『組曲第2番 シルエット Op. 23』を演奏した。
新交響楽団との共演ではヴォルフガング・アマデウス・モーツァルト作曲『2台のピアノのための協奏曲 K.365 (316a)』、リスト作曲『ハンガリー幻想曲』、ルビンシテイン作曲『ピアノ協奏曲第1番』と『ピアノ協奏曲第4番』、ニコライ・リムスキー＝コルサコフ作曲『ピアノ協奏曲』を近衛秀麿、ヨゼフ・ケーニヒ、ニコライ・シフェルブラットの指揮で演奏した。そのほかの共演者にテノール歌手のアドルフォ・サルコリ、ヴァイオリンのヴィルヘルム・ドゥブラヴチッチとジョルジュ・ヴィニェッティらがいる。
1940年7月31日に新田丸に乗船して日本を離れ、アメリカ合衆国に渡り市民権を取得した。墓所はカリフォルニア州サンマテオ郡コルマのセルビア人墓地。